# Grupo de Intervenção Rápida
O Grupo de Intervenção Rápida (GIR) é uma unidade de elite do Corpo da Gendarmaria do Estado da Cidade do Vaticano, especializada em operações táticas de alto risco, incluindo antiterrorismo, inteligência, polícia judiciária e manutenção da ordem pública.

## História
O GIR foi criado em 2008, por iniciativa do então Inspetor Geral da Gendarmaria, Domenico Giani, juntamente com o Núcleo Antissabotagem, para fortalecer a resposta a ameaças complexas, como atentados terroristas contra o Papa. Desde sua fundação, a unidade passou por treinamentos especializados com instituições renomadas, incluindo:
- 2008: Academia do FBI em Quantico, Estados Unidos, para técnicas de intervenção tática.[3]
- 2016: Gruppo di Intervento Speciale da Arma dei Carabinieri, na Escola de Treinamento de Tiro, Itália.[4]
- 2017–2018: 9º Reggimento d’assalto paracadutisti "Col Moschin" do Exército Italiano, com foco em tiro operacional, mobilidade vertical, combate corpo a corpo, antissabotagem e arrombamento.[5][6]

## Funções
O GIR desempenha as seguintes funções principais:
- Antiterrorismo: Neutralização de ameaças terroristas, especialmente contra o Papa, com uso de equipamentos e técnicas avançadas.[7]
- Inteligência: Coleta e análise de informações para prevenir atividades subversivas.[1]
- Polícia judiciária: Suporte técnico e logístico em investigações, como interceptações telemáticas em casos de vazamento de documentos da Secretaria de Estado Vaticana.[8]
- Ordem pública: Emprego de equipamentos antidistúrbios para garantir segurança em eventos públicos.[9]
- Escolta papal: Apoio excepcional à proteção do Papa durante viagens ou eventos.[10][11]

## Equipamentos e Veículos

### Armamento
- Glock 17: Pistola semiautomática padrão.[1]
- Heckler & Koch MP5: Submetralhadora para operações táticas.[1]
- Taser: Arma não letal adotada em 2018 para controle de situações de risco.[12][13]

### Veículos
Automóveis:
- BMW X5 (1ª série, restilizada).[14]
- Mercedes-Benz Classe G.[15]

Furgões:
- Fiat Ducato (3ª série, configurado como centro operacional de segurança).[16]

## Treinamento
O GIR é treinado para operar em cenários de alta complexidade, com ênfase em:
- Tiro operacional: Precisão em situações de combate.
- Mobilidade vertical: Técnicas para operações em ambientes urbanos.
- Combate corpo a corpo: Habilidades de luta em proximidade (close combat).
- Antissabotagem: Prevenção e neutralização de ameaças específicas.
- Arrombamento (breaching): Técnicas de acesso forçado a estruturas.[17]

Os treinamentos conjuntos com o 9º Reggimento d’assalto paracadutisti "Col Moschin" em 2017 e 2018 incluíram atividades específicas para aprimorar essas competências.